# 縱帶重牙鯛
縱帶重牙鯛為輻鰭魚綱鱸形目鱸亞目鯛科的其中一種，分布於東大西洋區，從直布羅陀海峽、西班牙南部至維德角群島海域，棲息深度30-50公尺，體長可達30公分，棲息在沿岸海域，成群活動，屬肉食性，以軟體動物、甲殼類等為食，可做為食用魚。